# Noël-Étienne Sanadon
Pour les articles homonymes, voir Sanadon.
Noël-Étienne Sanadon, né à Rouen le 10 février 1676 et mort le 22 octobre 1733, est un prêtre jésuite, homme de lettres et traducteur français.

## Biographie
Sanadon entra chez les jésuites dès l’âge de quinze ans, le 8 septembre 1691. On assure. qu’il était doué de si grandes dispositions poétiques qu’il composa un poème latin, alors qu’il n’était encore qu’élève de quatrième. Envoyé à Caen pour y régenter les basses classes, il ne tarda pas à se distinguer dans ces emplois. Il fut ensuite chargé de la rhétorique, qu’il professa pendant longtemps. C’est à cette époque qu’un même goût pour les lettres latines le rapprocha de Pierre-Daniel Huet, évêque d’Avranches, avec lequel il demeura, dit-on étroitement lié. Sanadon lui a dédié son recueil le plus complet et consacré un long éloge en prose latine.
Sanadon débuta dans la carrière des lettres, en 1698, avec Nicanor moriens, poème héroïque inspiré par un épisode de l’histoire de Judas Maccabée et composé à peine de cinq cents vers, qui a été regardé, par la plupart des critiques, comme l’œuvre poétique la plus importante de Sanadon. Ce succès engagea son auteur à livrer presque chaque année quelques nouvelles poésies, telles que des odes, des épîtres, des élégies, des épigrammes, des fables, des épitaphes, et la traduction latine de plusieurs vieux auteurs français, en particulier de Joachim du Bellay. Ces poésies réunies, à l’exception de deux ou trois imitations d’odes anacréontiques, fruits de l’extrême jeunesse du poète parus en 1702 omis à dessein, en 1715 sous, le titre de Carminum libri quatuor, pour former le volume dont la dédicace fut offerte à Huet. En 1707, il donna les Carmina in regalem partum Mariæ Ludovicæ Hispaniarum reginæ, avec figures et vignettes emblématiques.
Après avoir prononcé ses quatre vœux, le 2 février 1711, Sanadon fut nommé, vers 1712, professeur de rhétorique au collège Louis-le-Grand aux côtés de son compatriote, le père Porée. Il s’acquittait honorablement de ses nouvelles fondions, mais sa santé, faible d’ailleurs, ne put supporter longtemps les fatigues incessantes du professorat, et il fut contraint, en 1718, de solliciter de ses supérieurs un emploi plus modeste, dans lequel surtout il pourrait trouver des loisirs plus longs.
Nommé préfet des classes à Tours, Sanadon profita de ce moment de répit pour mettre la dernière main a une traduction d’Horace qu’il préparait, et dont, sous le titre de Theses horatianæ, il avait, dès 1717, donné un aperçu. Parue en 1727, cette traduction d’Horace, fut dédiée au prince de Conti, dont l’éducation venait de lui être confiée, est l’œuvre capitale du père Sanadon. Peu de publications ont donné lieu à d’aussi nombreuses critiques et à d’aussi nombreuses apologies. L’Horace de Sanadon fit oublier celui de Dacier et de ses prédécesseurs. On ne connait de lui, en français, que l’épitaphe de mademoiselle de Tendos de Bourdemare.
Le père Sanadon n’était pas seulement considéré dans son ordre, il était recherché dans le monde pour la douceur, la politesse, l’aménité de son caractère, et pour son savoir exempt de pédanterie. Il fut lié avec les hommes les plus distingués de son temps, et sut s’en faire des amis. On a prétendu que son air froid et sérieux avait dégoûté de lui le prince de Conti, qui l’aurait fait nommer bibliothécaire du collège Louis-le-Grand pour se délivrer d’un maître incommode Sanadon avait cependant une certaine fierté d’esprit qui l’empêchait de transiger avec ses devoirs ; il se raidissait contre tout ce qui lui semblait oppression. Seul, après la mort de Fénelon disgracié, il osa louer l’ancien archevêque de Cambrai ; l’épitaphe qu’il composa pour son tombeau, ainsi que celle qu’il écrivit pour Catinat, ont été regardées comme des modèles dans le genre lapidaire.
Quelques biographes ont confondu Noël-Étienne Sanadon avec son oncle Nicolas Sanadon, mort en 1720, comme lui né à Rouen, comme lui jésuite et auteur de Prières et instructions chrétiennes, très souvent réimprimées.

## Œuvres
- Nicanor moriens, carmen, Cadomi, J. Cavelier, 1698, in-8.
- Epistola viro clarissimo Betulaudo, Cadomi, S. Cavelier, 1701, in-12.
- Odæ Cadomi, A. Cavelier, 1702, in-8.
- Cunæ regales Ludovici Asturiarum principis, sive Carmina in regalem partum Mariæ Ludovicæ Hispaniarum reginæ, Parisiis, Collombat, 1707, in-4.
- Laudatio funebris Ludovici Delphini, Lut. Par., Barbou, 1718, in-12.
- Villartio liberata Victoria, castigata Fortuna, ode, Paris, Collombat, 1712, in-12.
- In felem demortuum, ex gallico Joachim Bellœi, Carmen choraicum, 1713, in-12.
- In divum Maximum martyrem, cujus ossa in œde sacra regii Societatis Jesu collegii Ludovici Magni adservantur, ode ionica, 1713, in 12.
- De mala ingeniorum contagione vitanda, oratio, Lut. Par.,1714, in-8 et in-12.
- Ad Religionem, cum, Ludocicus XV rite inunctus coronaretur, ode, Paris, in-4°.
- Melicorum carminum liber ; —Elegiarum liber ; — Miscellaneus carminum liber, in-12.
- Carminum libri quatuor, Parisiis, 1743, in-12.
- Les mêmes, Barbou, 17oi, in-12.
- Theses rhetoricæ, Parisiis, 1716, in-4°.
- Theses Horatianæ, Parisiis, 1717; in-4°.
- Les Poésies d’Horace traduites en français, Paris et Amsterdam, 2 vol. in-4°.
- Les mêmes, Amsterdam et Leipzig, Arkstée. 1756, 8-vol. in-12
- Les mêmes, Paris, 1756, 2 vol. in-18.
- Traduction d’un ancien hymne sur les fêtes de Vénus, Paris, 1728, in-12.
- Q. Horatii carmina ad suum ordinem revocata, Lut. Paris., 1728 et 1743, in-16.
- Ad poetas collegii Ludovici Magni, quum Slanislaüs Kostka et Aloïsius Gonzaga in Sanctos referrentur, lyricum, Parisiis, 1730, in-4°.
- Poème séculaire d’Horace, mis en musique par A. D. Philidor, avec la traduction du P. Sanadon, Paris, Prault, 1780, in-4°.

On trouve des pièces de Sanadon dans les Mercures et autres recueils du temps, principalement dans les mémoires de Trévoux. Le texte latin et la traduction du Pervigilium Veneris ont été réimprimés dans un recueil de pièces du président Bouhier, Amsterdam, 1737, in-4, et Paris, 1738, in-12.